# 1944 في الولايات المتحدة
فيما يلي قوائم الأحداث التي وقعت خلال عام 1944 في الولايات المتحدة.

## سياسة

### تعيين في المنصب
- 9 مايو – جيمي ديفيس حاكم لويزيانا [الإنجليزية]‏.
- 19 مايو – جيمس فورستال الأمين العام.
- 10 أغسطس – هنري لارسن حاكم غوام.
- 1 ديسمبر – إدوارد ستيتنيوس وزير الخارجية الأمريكي.

### انتهاء فترة المنصب
- 1 يناير – أرشبيلد ماكليش أمين مكتبة الكونغرس.
- 1 يناير – شيرمان آدمز عضو مجلس نواب نيوهامبشير.
- 18 يناير – تشارلز أديسون حاكم نيو جيرسي [الإنجليزية]‏.
- 3 فبراير – هنري كابوت لودج الابن عضو مجلس الشيوخ الأمريكي.
- 28 أبريل – فرانك نوكس الأمين العام.
- 25 نوفمبر – كينيسو ماونتين لانديس Commissioner of Baseball [الإنجليزية]‏.
- 30 نوفمبر – كورديل هل وزير الخارجية الأمريكي.

## ظهور
- 1 يناير – السيانيد الساطع رواية من تأليف أجاثا كريستي.
- 1 يناير – ساعة الصفر رواية من تأليف أجاثا كريستي.

## أفلام
من الأفلام التي صدرت هذه السنة في الولايات المتحدة:
- 1 يناير – المرأة العنكبوت من إخراج روي ويليام نيل.
- 1 يناير – النصر المجنح من إخراج جورج كوكور.
- 1 يناير – باغز باني نيبز ذا نيبز من إخراج فريز فريلينغ.
- 1 يناير – تعويض مزدوج من إخراج بيلي وايلدر.
- 1 يناير – ثري برذرز من إخراج فريز فريلينغ.
- 1 يناير – ذاهب في طريقي من إخراج ليو مكاري.
- 1 يناير – فتاة الغلاف من إخراج تشارلز فيدور.
- 1 يناير – لا شيء غير القلب الوحيد من إخراج كليفورد أوديتس.
- 1 يناير – لورا من إخراج أوتو بريمنغر.
- 1 يناير – مغامرة البحر من إخراج ميتشل ليسن [الإنجليزية]‏.
- 1 يناير – منذ أن رحلت من إخراج جون كرومويل.
- 1 يناير – ناشونال فيلفيت من إخراج كلارنس براون.
- 1 يناير – ويلسون من إخراج هنري كينغ.
- 4 مايو – القلق من إخراج جورج كوكور.

## مواليد

### يناير
- 1 يناير – إليزابيث جورج
- 1 يناير – بو بيلينغسليا ممثل أمريكي.
- 1 يناير – بول إرنست رياضياتي أمريكي.
- 1 يناير – والتر هدسون
- 1 يناير – يوسف إستس
- 2 يناير – إد مانينغ
- 3 يناير – كريس فون سالتسا سبّاحة من الولايات المتحدة الأمريكية.
- 5 يناير – إد ريندل سياسي أمريكي.
- 6 يناير – ريتشارد مولر فيزيائي أمريكي.
- 8 يناير – تيري بروكس كاتب أمريكي.
- 10 يناير – جورج كارتر لاعب كرة سلة من الولايات المتحدة الأمريكية.
- 10 يناير – فرانك سيناترا جونيور
- 12 يناير – جو فريزر
- 12 يناير – جيم غراي
- 19 يناير – توم ماين
- 23 يناير – بوب ماكنتاير لاعب كرة سلة من الولايات المتحدة الأمريكية.
- 26 يناير – أنجيلا ديفيس
- 28 يناير – سوزان هوارد ممثلة أمريكية.

### فبراير
- 1 فبراير – ديك سنايدر لاعب كرة سلة أمريكي.
- 1 فبراير – ليو بورمستر ممثل أمريكي.
- 5 فبراير – جون بيسلي لاعب كرة سلة أمريكي.
- 9 فبراير – أدريان إيليس ممثلة أمريكية.
- 9 فبراير – أليس والكر
- 9 فبراير – مارتن سوليفان
- 11 فبراير – بيرني بيكرستاف مدرب كرة سلة من الولايات المتحدة الأمريكية.
- 12 فبراير – تشارلي باساريل
- 13 فبراير – ستوكارد تشانينج ممثلة أمريكية.
- 13 فبراير – شيلدون سيلفر سياسي أمريكي.
- 13 فبراير – مايكل انساين ممثل أمريكي.
- 14 فبراير – كارل برنستين صحفي أمريكي.
- 18 فبراير – بيل تيرنر لاعب كرة سلة أمريكي.
- 22 فبراير – جوناثان ديم
- 22 فبراير – روبرت كارداشيان
- 24 فبراير – ديفيد وينلاند فيزيائي أمريكي.
- 25 فبراير – مات جوكس
- 26 فبراير – رونالد لودر دبلوماسي أمريكي.
- 27 فبراير – آلان فودج ممثل أمريكي.
- 28 فبراير – كيلي بيشوب ممثلة أمريكية.
- 29 فبراير – دنيس فارينا ممثل أمريكي.

### مارس
- 1 مارس – جون هولدرن
- 3 مارس – دون كارلوس لاعب كرة سلة أمريكي.
- 7 مارس – مايكل روسباش عالم وراثة أمريكي.
- 10 مارس – دان فلانري
- 10 مارس – ريتشارد غانت ممثل أمريكي.
- 12 مارس – إروين مولر لاعب كرة سلة أمريكي.
- 14 مارس – كلايد لي لاعب كرة سلة من الولايات المتحدة الأمريكية.
- 16 مارس – أندرو تانينباوم
- 23 مارس – جيمس كلارك رجل أعمال أمريكي و عالم حاسوب.
- 24 مارس – آر لي إيرمي عسكري وممثل أمريكي.
- 24 مارس – جوديث حافظ قاضي أمريكي.
- 26 مارس – ديانا روس
- 27 مارس – جيسي براون سياسي من الولايات المتحدة الأمريكية.
- 28 مارس – ريك باري لاعب كرة سلة أمريكي.
- 28 مارس – كين هوارد ممثل أمريكي.

### أبريل
- 4 أبريل – ألفين أنتوني شال قاضي من الولايات المتحدة الأمريكية.
- 4 أبريل – كريج تي نيلسون ممثل أمريكي.
- 5 أبريل – بيتر كينغ سياسي أمريكي.
- 8 أبريل – جيمي ووكر لاعب كرة سلة أمريكي.
- 13 أبريل – تشارلز بورنيت مخرج أفلام أمريكي.
- 13 أبريل – جون بول جونز دي جوريا رجل أعمال من الولايات المتحدة الأمريكية.
- 16 أبريل – انتوني برينسيبي
- 16 أبريل – جون بلوك لاعب كرة سلة أمريكي.
- 18 أبريل – روبرت هانسن عميل مكتب التحقيقات الفدرالي الذي تجسس لحساب جهاز الاستخبارات السوفيتي وأجهزة الاستخبارات الروسية.
- 19 أبريل – بيرني وريل موسيقي أمريكي.
- 19 أبريل – جيمس هيكمان عالم اقتصاد أمريكي.
- 19 أبريل – كيث إريكسون لاعب كرة سلة أمريكي.
- 25 أبريل – يوجين ريتشاردز مصور أمريكي.

### مايو
- 2 مايو – جيم وير لاعب كرة سلة من الولايات المتحدة الأمريكية.
- 3 مايو – جو إليس لاعب كرة سلة أمريكي.
- 5 مايو – مايك سيليمان لاعب كرة سلة من الولايات المتحدة الأمريكية.
- 10 مايو – جيم أبراهامز
- 14 مايو – جورج لوكاس منتج أفلام أمريكي.
- 15 مايو – جون كلوسن لاعب كرة سلة من الولايات المتحدة الأمريكية.
- 16 مايو – داني تريجو ممثل أمريكي.
- 20 مايو – دافيد إم ووكر رائد فضاء أمريكي.
- 25 مايو – روبرت ماكفيرسون رياضياتي أمريكي.
- 28 مايو – بيلي فيرا
- 28 مايو – رودي جولياني سياسي أمريكي.
- 28 مايو – سوندرا لوك

### يونيو
- 2 يونيو – مارفن هاملستش
- 3 يونيو – ماري توم
- 4 يونيو – ميشيل فيليبس
- 5 يونيو – ويتفيلد ديفي
- 6 يونيو – رولاند ويست لاعب كرة سلة أمريكي.
- 6 يونيو – فيليب شارب
- 7 يونيو – كازي راسيل لاعب كرة سلة أمريكي.
- 8 يونيو – كين ويلبورن لاعب كرة سلة من الولايات المتحدة الأمريكية.
- 13 يونيو – غاري كيلر لاعب كرة سلة من الولايات المتحدة الأمريكية.
- 14 يونيو – جو جريفاسي ممثل أمريكي.
- 18 يونيو – جيمس بيك
- 19 يونيو – مو بار لاعب كرة سلة أمريكي.
- 20 يونيو – تيرنس إيفانز ممثل أمريكي.
- 24 يونيو – ديفيد مارك بيرغر ربّاع إسرائيلي.
- 26 يونيو – بوب بيدل لاعب كرة سلة أمريكي.
- 29 يونيو – بوب رول لاعب كرة سلة أمريكي.
- 29 يونيو – غاري بوسي ممثل أمريكي.
- 30 يونيو – تيري فانك

### يوليو
- 1 يوليو – لو روكويل
- 7 يوليو – جيم بارنيت لاعب كرة سلة أمريكي.
- 8 يوليو – جيفري تامبور
- 11 يوليو – لو هدسون لاعب كرة سلة أمريكي.
- 15 يوليو – أليس م. باتشلدر قاضي أمريكي.
- 18 يوليو – دوني فريمان لاعب كرة سلة أمريكي.
- 20 يوليو – ميل دانيلز
- 23 يوليو – ديفيد كامبل
- 28 يوليو – فرانسيس لي مكين ممثلة أمريكية.
- 31 يوليو – جيرالدين تشابلن ممثلة بريطانية.
- 31 يوليو – روبرت ميرتون عالم اقتصاد أمريكي.
- 31 يوليو – هنري أكين لاعب كرة سلة أمريكي.

### أغسطس
- 4 أغسطس – بيرناداين هيلي طبيبة من الولايات المتحدة.
- 4 أغسطس – ريتشارد بيلزر
- 4 أغسطس – وليام فرانكفاثر ممثل أمريكي.
- 7 أغسطس – جون غلوفر ممثل أمريكي.
- 8 أغسطس – بيل هيويت لاعب كرة سلة أمريكي.
- 8 أغسطس – جون هولمز
- 8 أغسطس – وليام ر هين سياسي أمريكي.
- 9 أغسطس – سام إليوت
- 11 أغسطس – دينيس بيري
- 15 أغسطس – ستيف فاسينداك
- 16 أغسطس – ديك زيمر سياسي أمريكي.
- 17 أغسطس – لاري إليسون
- 19 أغسطس – أدرين سميث مهندس معماري أمريكي.
- 19 أغسطس – جاك كانفيلد كاتب أمريكي.
- 19 أغسطس – ستو جونسون لاعب كرة سلة أمريكي.
- 21 أغسطس – بارينغتون دانيلز باركر، الابن قاضي أمريكي.
- 24 أغسطس – توني أمندولا ممثل أمريكي.
- 24 أغسطس – جريجوري جارفيس رائد فضاء أمريكي.
- 27 أغسطس – جي دبليو بيلي
- 30 أغسطس – مولي إيفينز صحفية أمريكية.
- 31 أغسطس – جون أوستن لاعب كرة سلة من الولايات المتحدة الأمريكية.

### سبتمبر
- 3 سبتمبر – شيروود سي سبرنج رائد فضاء أمريكي.
- 6 سبتمبر – دونا هاراواي
- 7 سبتمبر – كليف أندرسون لاعب كرة سلة أمريكي.
- 12 سبتمبر – باري وايت
- 15 سبتمبر – ديك لوري
- 18 سبتمبر – ريتشارد دانزيغ محامي أمريكي.
- 19 سبتمبر – مايكل بارون صحفي من الولايات المتحدة الأمريكية.
- 21 سبتمبر – ستيف باشير سياسي أمريكي.
- 21 سبتمبر – مات أيتش لاعب كرة سلة أمريكي.
- 23 سبتمبر – لورين شرايفر رائد فضاء أمريكي.
- 24 سبتمبر – رون ويليامز لاعب كرة سلة أمريكي.
- 25 سبتمبر – مايكل دوغلاس
- 26 سبتمبر – جان بريور سياسية من الولايات المتحدة الأمريكية.
- 28 سبتمبر – ماثيو كوليز
- 30 سبتمبر – ريد روبنز لاعب كرة سلة أمريكي.

### أكتوبر
- 6 أكتوبر – ستان ماكنزي لاعب كرة سلة أمريكي.
- 8 أكتوبر – ديل دي
- 12 أكتوبر – جاك مارين لاعب كرة سلة أمريكي.
- 17 أكتوبر – رون ستاندر ملاكم من الولايات المتحدة الأمريكية.
- 19 أكتوبر – بيل ميلتشيوني لاعب كرة سلة أمريكي.
- 19 أكتوبر – ريتشارد كيندر رائد أعمال من الولايات المتحدة الأمريكية.
- 22 أكتوبر – جون يتزيل
- 25 أكتوبر – جيمس كارفيل
- 28 أكتوبر – دينيس فرانز ممثل أمريكي.

### نوفمبر
- 1 نوفمبر – بوبي هينان
- 2 نوفمبر – جيفري هوفمان رائد فضاء أمريكي.
- 4 نوفمبر – رونالد ج. باث ضابط من الولايات المتحدة الأمريكية.
- 6 نوفمبر – ديفيد ليندسي كاتب أمريكي.
- 14 نوفمبر – توم ووركمان لاعب كرة سلة من الولايات المتحدة الأمريكية.
- 17 نوفمبر – جون ديفيد بارتو رائد فضاء أمريكي.
- 17 نوفمبر – داني ديفيتو
- 20 نوفمبر – لوي دامبير
- 21 نوفمبر – إيرل مونرو لاعب كرة سلة أمريكي.
- 21 نوفمبر – هارولد راميس
- 23 نوفمبر – جيمس توباك
- 24 نوفمبر – دان جليكمان سياسي أمريكي.
- 24 نوفمبر – مايكل إدواردز
- 25 نوفمبر – بين شتاين
- 26 نوفمبر – مايكل غريغوري ممثل أمريكي.
- 28 نوفمبر – ريتا ماي براون
- 29 نوفمبر – كيمبل ميلتون فيزيائي أمريكي.

### ديسمبر
- 11 ديسمبر – بريندا لي
- 12 ديسمبر – رونالد كوزليكي لاعب كرة سلة أمريكي.
- 16 ديسمبر – جيم غيبونز سياسي أمريكي.
- 19 ديسمبر – ميتشل فايينبوم
- 22 ديسمبر – إرنست مونيز
- 26 ديسمبر – بيل ايرز
- 28 ديسمبر – كاري موليس
- 30 ديسمبر – وليام ج. فالون ضابط من الولايات المتحدة الأمريكية.

## وفيات

### يناير
- 1 يناير – أوليفيا وارد بوش (مواليد 1869) كاتب أمريكي.
- 6 يناير – إيدا تاربيل (مواليد 1857) صحفية أمريكية.
- 7 يناير – لو هوفر (مواليد 1874) سياسية من الولايات المتحدة الأمريكية.
- 11 يناير – تشارلز كينج (مواليد 1886)
- 11 يناير – جون والتر كريستي (مواليد 1865) مهندس أمريكي.
- 12 يناير – جولييت أتكينسون (مواليد 1873) لاعبة كرة مضرب من الولايات المتحدة.
- 13 يناير – وليام كولير سينيور (مواليد 1864)
- 29 يناير – آن غولدثويت (مواليد 1869)
- 29 يناير – وليام ألن وايت (مواليد 1868) سياسي أمريكي.

### فبراير
- 12 فبراير – مارغريت ويلسون (مواليد 1886) مغنية من الولايات المتحدة الأمريكية.

### أبريل
- 25 أبريل – وليام دينيسون ستيفنس (مواليد 1859) سياسي أمريكي.
- 28 أبريل – فرانك نوكس (مواليد 1874) سياسي أمريكي.

### مايو
- 16 مايو – جورج ادي (مواليد 1866)
- 18 مايو – آموس أرثر هيلر (مواليد 1867) عالم نبات أمريكي.

### يونيو
- 6 يونيو – جيمي مونتيث (مواليد 1917)
- 16 يونيو – جورج ستني (مواليد 1929)
- 23 يونيو – أوتو هوفمان (مواليد 1879) ممثل من الولايات المتحدة الأمريكية.

### يوليو
- 2 يوليو – بول باول (مواليد 1881)
- 17 يوليو – آلان دينهارت (مواليد 1889)
- 17 يوليو – وليام جيمس سيديس (مواليد 1898) عالم رياضيات، وأذكى شخص في العالم.
- 20 يوليو – ميلدريد هاريس (مواليد 1901)
- 25 يوليو – ليزلي جيه ماكنير (مواليد 1883) ضابط من الولايات المتحدة الأمريكية.

### أغسطس
- 7 أغسطس – ميغيل أنطونيو أوتيرو (مواليد 1859) كاتب أمريكي.
- 10 أغسطس – ريتشارد فيسك (مواليد 1915) ممثل من الولايات المتحدة الأمريكية.
- 12 أغسطس – جوزيف كينيدي (مواليد 1915) ضابط من الولايات المتحدة الأمريكية.

### سبتمبر
- 18 سبتمبر – روبرت كول (مواليد 1915) ضابط من الولايات المتحدة الأمريكية.
- 30 سبتمبر – بود جاميسون (مواليد 1894) ممثل من الولايات المتحدة الأمريكية.

### أكتوبر
- 4 أكتوبر – آل سميث (مواليد 1873) سياسي من الولايات المتحدة الأمريكية.
- 5 أكتوبر – ريجيس هنري بوست (مواليد 1870) سياسي أمريكي.
- 12 أكتوبر – مايك بوكي (مواليد 1904) لاعب كرة قدم أمريكي.
- 28 أكتوبر – هيلين ماجيل وايت (مواليد 1853) معلمة من الولايات المتحدة الأمريكية.
- 30 أكتوبر – غريس هندرسون (مواليد 1861) ممثلة أمريكية.

### نوفمبر
- 1 نوفمبر – تشارلز جيبسون (مواليد 1864)
- 2 نوفمبر – توماس ميدغلي (مواليد 1889) كيميائي أمريكي.
- 9 نوفمبر – فرانك مارشال (مواليد 1877) لاعب شطرنج من الولايات المتحدة الأمريكية.
- 25 نوفمبر – كينيسو ماونتين لانديس (مواليد 1866)
- 30 نوفمبر – ألبرت ب فال (مواليد 1861) سياسي أمريكي.

### ديسمبر
- 9 ديسمبر – ليرد كريغار (مواليد 1913)
- 15 ديسمبر – غلين ميلر (مواليد 1904)
- 26 ديسمبر – فلورنس فوستر جنكينز (مواليد 1868) مغنية أوبرا أمريكية.
- 27 ديسمبر – آمي بيتش (مواليد 1867)